# Тед Чанг
Тед Чанг (на английски: Ted Chiang) е американски писател, автор на бестселъри в жанра научна фантастика.

## Биография и творчество
Роден е през 1967 г. в Порт Джеферсън, щата Ню Йорк, САЩ, в семейство на имигранти от Китай. От малък е запален по фантастиката и започва да прави опити да пише на 15 години. Завършва Университета „Браун“ в Провидънс, Род Айлънд, с бакалавърска степен по информатика. Посещава през 1989 г. курсове по творческо писане на научна фантастика и фентъзи към Творческата работилница Кларион на Мичиганския университет.
След дипломирането си работи в различни компании и правителствени учреждения, след което се премества в Белвю, близо до Сиатъл, където работи като технически писател в софтуерната индустрия към Майкрософт. Заедно с работата си пише фантастика.
Прави своя дебют през 1990 г. с разказа „Вавилонската кула“. Той е удостоен с наградите „Хюго“ и „Локус“.
През 1998 г. публикуван разказа му „Story of Your Life“ (Историята на твоя живот), който през 2002 г. става основен в едноименния сборник. През 2016 г. разказът е екранизиран във филма „Първи контакт“ с участието на Ейми Адамс, Джеръми Ренър и Форест Уитакър.
Той не е плодовит писател и има само разкази и новели, но почти всяко негово произведение е номинирано за най-престижните награди в жанра. Работата му на писател се отличава с щателно разглеждане на научни концепции и тяхното въздействие върху човешкото общество, водещо до дълбоки и въздействащи истории. Носител е на още награди – „Небюла“, „Локус“, „Хюго“, наградата „Джон Кембъл“, наградата „Теодор Стърджън“ и японската награда „Сейун“.
Тед Чанг живее в Белвю.

## Произведения

### Новели
- Tower of Babylon (1990) – награда „Небюла“
- The Merchant and the Alchemist's Gate (2007)
- The Lifecycle of Software Objects (2010) – награди „Локус“, „Хюго“, „Сейун“
- The Great Silence (2016)

### Разкази
- Division by Zero (1991)
- Understand (1991)
- Story of Your Life (1998) – награди „Джон Кембъл“, „Теодор Стърджън“
- Seventy-Two Letters (2000)
- Catching Crumbs from the Table (2000)
- Hell Is the Absence of God (2001) – награди „Локус“, „Хюго“, „Сейун“ и „Небюла“
- What's Expected of Us (2005)
- Exhalation (2008) – награди „Локус“, „Хюго“ и Британската награда за научна фантастика
- The Truth of Fact, the Truth of Feeling (2013)

### Сборници
- Stories of Your Life (2002) – сборник разкази, издаден и като „Arrival“, награди „Небюла“, „Локус“ 
Историята на твоя живот, фен-превод

### Екранизации
- 2016 Първи контакт, Arrival – по „Story of Your Life“